# Peter II av Portugal
Peter II av Portugal, född 26 april 1648, död 9 december 1706, var kung av Portugal och Algarve 1683–1706. Han tillhörde huset Bragança.

## Biografi
Han var näst äldste son till Johan IV och Luisa av Medina-Sidonia. Han förbättrade landets ekonomi, efter att man gjort fyndigheter av silver i Brasilien. 
Han stödde Frankrike i spanska tronföljdskriget. Efter att England och Portugal skrivit på Methuenavtalet 1703, som skulle innebära att Portugal och England sålde varor till varandra (portugisiskt vin och engelsk textil), skedde istället en allierad invasion av Spanien, av England, Portugal och Österrike. Spanjorerna slog tillbaka anfallet, och Peter blev en tämligen misslyckad kung.

## Barn
Peter II hade totalt 11 barn, varav tre utanför äktenskapet. 
Med första hustrun Maria Francisca av Nemour
1. prinsessan Isabella Louise, (1668–1690)

Med andra hustrun Maria Sofia av Neuburg
1. prins Johan, hertig av Braganza, (1688)
2. Johan V av Portugal, (1689–1750)
3. prins Francisco, (1691–1742)
4. prins Antonio (1695–1757)
5. prinsessan Teresa, (1696–1704)[8]
6. Manuel av Ourém, (1697–1736)
7. prinsessan Francisca Josefa, 1699–1736

Med Maria da Cruz Mascarehas
1. Luisa, 1679–1732

Med Ana Armanda du Verger
1. Miguel, 1699–1724

Med Francisca Clara de Silva
1. Josef, 1703–1756